# Sukamanah (Jiput)
Sukamanah is een bestuurslaag in het regentschap Pandeglang van de provincie Banten, Indonesië. Sukamanah telt 2594 inwoners (volkstelling 2010).